# Ithaca (New York)
Ithaca is een plaats (city) in de Amerikaanse staat New York, en valt bestuurlijk gezien onder Tompkins County.
De stad, die genoemd is naar het Griekse eiland Ithaka, is gelegen aan de zuidelijke punt van Cayuga Lake, een van de zogenaamde Finger Lakes. De stad is vooral bekend door Cornell University, een Ivy League universiteit met bijna 20.000 studenten. De campus van Cornell is op een heuvel ten oosten van de stad gelegen.
Ook huisvest de stad Ithaca College, dat juist ten zuiden van het stadscentrum is gelegen. Deze universiteiten hebben een grote invloed op de sfeer in de stad, daardoor is het een echte universiteitsstad.

## Demografie
Bij de volkstelling in 2000 werd het aantal inwoners vastgesteld op 29.287.
In 2006 is het aantal inwoners door het United States Census Bureau geschat op 29.829, een stijging van 542 (1.9%).

## Geografie
Volgens het United States Census Bureau beslaat de plaats een oppervlakte van 15,7 km², waarvan 14,1 km² land en 1,6 km² water.

## Economie
Tussen 1880 en 1986 was de vuurwapenfabrikant Ithaca Gun Company in Ithaca gevestigd.

## Stedenband
- Eldoret (Kenia)

## Plaatsen in de nabije omgeving
De onderstaande figuur toont nabijgelegen plaatsen in een straal van 4 km rond Ithaca.

## Geboren in Ithaca
- Alex Haley (1921-1992), schrijver en journalist
- Tom Gage (1943-2010), kogelslingeraar
- David Foster Wallace (1962-2008), schrijver
- David Pestieau (1969), Belgisch politicus
- Asia Kate Dillon (1984), acteur